# Ağabəyli (Ağcabədi)
Ağabəyli è un comune dell'Azerbaigian situato nel distretto di Ağcabədi. Conta una popolazione di 462 abitanti.